# Pseudomyrmex godmani
Pseudomyrmex godmani é uma espécie de formiga do género Pseudomyrmex, subfamilia Pseudomyrmecinae.

## História
Esta espécie foi descrita cientificamente por Forel em 1899.